# Грант Брістоу
Грант Бристоу (народився у лютому 1958 року в Вінніпезі, провінція Манітоба) був прихованим шпигуном, або кротом, для Канадської служби безпеки (CSIS), який співзасновував та успішно інфільтрував білосупрематистську групу Heritage Front протягом шести років. Кілька місяців після завершення місії, Бристоу був розкритий журналістом Торонто Сан Біллом Данфі в серпні 1994 року. Його робота в межах Heritage Front стала дуже контроверсійною в Канаді після розкриття, оскільки багато з його дій були розглянуті як сприяння, що відображено заголовком журналу Торонто Сан від 14 серпня 1994 року: "Шпигун розкритий: Інформатор CSIS 'батько-засновник' білої расистської групи".

## Кар'єра та початкова робота в CSIS
Грант Бристоу почав свою кар'єру як приватний детектив, працюючи з кількома фірмами, що займалися розслідуваннями в Торонто в кінці 1980-х та в середині 1990-х років. Завдяки цій роботі він розвинув як особистість, так і ресурси, необхідні для виконання таємних інфільтрацій та збору розвідки. Участь Бристоу в CSIS розпочалася в 1986 році через посадовця посольства Південної Африки. Його було найнято для забезпечення безпеки в їхньому посольстві в Оттаві, яке було об'єктом багатьох демонстрацій того часу через політику Апартеїду в країні. Згідно з інтерв'ю, яке Бристоу надав журналу The Walrus у вересні 2004 року, і як це було вказано в звіті SIRC від грудня 1995 року, один з двох посольських посадовців, з якими він мав контакт у той час, також запросив його зібрати та передати розвідувальну інформацію про окремих канадських протестувальників проти Апартеїду. Він стверджує, що був проти цієї ідеї (збирання розвідувальної інформації про канадців для іншої країни), бажаючи лише забезпечити безпеку посольства. Однак, він притворився зацікавленим у пропозиції і таємно організував зустріч з представником CSIS, щоб повідомити про запит посадовця. Ця зустріч стала початком участі Бристоу в роботі з розвідувальною агенцією.

## Знайомство з канадськими ультраправими
Він підтримував свої стосунки з CSIS, а наступного року (працюючи вдень слідчим внутрішньої служби для перевезення вантажів), після знайомства через знайомого з діячем крайньої правиці Максом Френчем, повідомив про це своїм керівникам. Задоволені його попередньою роботою, вони спонукли його знайомитися з Френчем і дізнатися, яку інформацію він може зібрати про діяльність крайньої правиці в Канаді. Зважаючи на його відсутність якоїсь значної інформації, Брістоу отримав короткий курс знайомства з провідними діячами крайньої правиці, а також отримав копію книги "Тернерові Діарії" для ознайомлення. Його стосунки з Френчем мало що принесли і були короткочасними. На щастя для Брістоу, його знайомий пізніше познайомив його з іншим прихильником крайньої правиці, який надав йому зв'язок через Націоналістичну партію Канади Дона Ендрюса. Саме завдяки цьому знайомству та його участі на зібраннях Націоналістичної партії він зміг зібрати інформацію та налагодити зв'язки, що дозволили розпочати те, що було названо "Операцією Губернатор".

## Починається операція «Губернатор».
Операція Губернатор розпочалася восени 1988 року. Її початковий обсяг був дуже широким, без яких-небудь конкретних цілей або завдань. Основною її функцією було зібрати якомога більше інформації. Осінь 1988 року була ідеальним часом для початку цієї місії, головним чином через те, що багато груп були нестачою в чисельності та інтелектуальних кадрів. Як освічений професіонал, Брістоу був привабливим кандидатом. Ці фактори дозволили йому інфільтруватися, не піднімаючи підозр. Брістоу швидко знайомиться з лідером партії Доном Ендрюсом і приписує їхнє швидке дружбі "дзеркальному відображенню", розвідувальній техніці, де один наслідує думки та почуття цілі та утворює зв'язок для отримання довіри. Через свою дружбу з Ендрюсом, він бере участь у вечірці "Вітаємо додому" для Вольфґанґа Дрьоге, який повернувся з американської в'язниці, де він відбував термін за торгівлю кокаїном та зброєю. Це була його перша зустріч з Дрьоге, з яким він миттєво знайомиться. Після декількох розмов він зрозумів, що на відміну від переважно вербального Ендрюса, Дрьоге був справжньою людиною дій, який був зацікавлений в реальних діях на підтримку своїх екстремальних ідей. Він був зацікавлений у реальних діях на підтримку своїх крайніх ідей, що спонукало Брістоу повільно перенести свою увагу та зусилля з Ендрюса на Дроге.

## Візит Націоналістичної партії та Лівії
За мірою того, як час просувався вперед і Бристоу все більше захоплювався крайнім правим рухом, він був підвищений з простого члена до голови охорони Націоналістичної партії. Протягом цього часу його дружба з Дроеге продовжувала зростати, при цьому Дроеге розкривав все більше і більше про себе та свою минуле. Оглядаючись на ці часи в 2005 році, Бристоу сказав: "Я тримав під наглядом насильницькі групи ненависті, це було правильним рішенням". З цієї посади він перевіряв та збирав детальну особисту інформацію про всіх нових членів, яка негайно копіювалась та надсилалась до CSIS. Однак до середини 1989 року Дроеге все більше був незадоволений Ендрюсом та Партією і почав розглядати можливість виходу, щоб створити нову групу більш під його смак.
В кінці липня 1989 року глава держави Лівії Муаммар аль-Каддафі запросив делегатів Націоналістичної партії на святкування 20-ї річниці його революції, з усіма витратами оплаченими. Ендрюс не міг бути присутнім через законодавчі зобов'язання, тому Дроеге та Бристоу пішли разом на вимогу Дроеге. Їхній рейс до Лівії пройшов через Рим, де італійські розвідники затримали їх і невдало намагалися переконати скасувати їхнє відвідування Лівії. Вони прибули до Триполі разом з багатьма іншими екстремістами з усього світу (Каддафі запросив багатьох лідерів крайньо-лівих і крайньо-правих рухів з усього світу, сподіваючись об'єднати їх у протидії спільному ворогу - сіонізму), але, незважаючи на їхні найкращі зусилля, Дроеге покинув Лівію лише з подарунком на $1 000 (США).
Під час повернення додому літак зупинився в Чикаго, де через свої попередні засудження за торгівлю Дрьоге був затриманий (йому було заборонено в'їзд до Сполучених Штатів), а Брістоу знову був затриманий та обшуканий. Він був розлючений після свого повернення (Дрьоге все ще перебував у в'язниці в США), оскільки пережив страшний стрес, боячись, що будь-який зустріч з іноземною розвідкою міг зірвати його прикриття. Він наївся на своїх керівників в CSIS, звинувативши їх у використанні його як "жертву для жертвоприношення". Це привело до доповнення його угоди з ними, щоб включити в неї вимогу про те, що він "має бути попереджений заздалегідь про будь-які майбутні затримання".

## Сага «Фронт спадщини».
До звільнення Дроеге з в'язниці США та його подальшого повернення до Канади, він став переконаним, що Ендрюс якось домовився про його затримання - це стало остаточним катализатором у формуванні того, що мало бути Геритедж Фронт. Бристоу був поруч на кожному кроці, був близьким співрозмовником Дроеге протягом цього періоду. Бристоу стверджує, що він використовував цю довіру, щоб переконати Дроеге не робити кілька потенційно незаконних або насильницьких дій. Коли Геритедж Фронт був сформований і почав рости, Бристоу документував та передавав деталі плану еко-тероризму проти сільського господарства Північної Америки, що був пропагований американським членом Ар'янських Націй Дроеге. Бристоу зміг переконати Дроеге не йти з цією інформацією до лівійських агентів у Нью-Йорку, оскільки це було науково неправильно в будь-якому випадку. Тим не менше, це було тривожним показником екстремальності, до якої може піти Дроеге, і надало додаткову обґрунтування місії перед CSIS.
Протягом цього періоду Брістоу познайомився з верхівкою канадського та міжнародного білого націоналізму та ревізіонізму, виступаючи охоронцем для Девіда Ірвінга та Ернста Цюнделя. Крім того, Дроеге відправив Брістоу на зустріч з Террі Лонгом, лідером канадської глави Арійських Націй. Прийнявши Брістоу на довіру, Лонг передав список членів своєї групи з 180 іменами для використання Дроеге, який Брістоу скопіював та передав CSIS. Після цього успіху (та оплачуваної CSIS подорожі до Великої Британії) він вирушив разом з Дроеге та Цюнделем на міжнародну Фарайтову симпозіум в Німеччині. Виступаючи як охорона для канадської делегації, він зняв відео та фотодокументи конференції, знову передавши дані CSIS. Однак конференцію взяли під облогу німецькі поліцейські, і Дроеге та Брістоу здивовано уникнули арешту. Арешт Цюнделя під час облоги розбив надії CSIS на встановлення основних іноземних спонсорів канадської Фарайтової групи.
Незабаром після повернення до Канади його відправили фронтом подорожувати до знаменитого комплексу Ар'янських Націй Річарда Батлера в Айдахо. СБІ згодився на це, сподіваючись дізнатися про осіб з Канади, які беруть участь в заході. Тут стало очевидним, наскільки взаємопов'язані фарправі організації Північної Америки, та загроза, яку вони становлять. Відвідини відомих американських расистів, таких як Том Метцгер від Білої Ар'янської Опори, були перервані завдяки інформації, яку Бристоу передав СБІ, щоб їх можна було арештувати та депортувати.

## Останні дні на фронті
Саме через публічність, що супроводжувала такі арешти, почав наростати сильний опір проти Фронту. Групи, такі як "Анти-расистська акція", почали з'являтися та були присутні під час засідань суду або на вулицях, коли Фронт з'являвся. Напруга наростала, а також чисельність на обох боках. Брістоу мусив бути дуже обережним, його роль у CSIS заважала йому брати участь у все наростаючому насильстві, що було можливою Ахіллесовою п'яткою його шпигунської діяльності. Ці демонстрації та контрдемонстрації вилилися в масові заворушення в Оттаві 29 травня 1993 року, з фізичними нападами на обидві сторони. Ці події привели до закликів більшості молодих та гнівних членів Фронту до відповідних нападів, а коли на ці заклики керівництво Фронту не відповіло, була створена група розбійних білих націоналістичних скинхедів. Брістоу передав невідкладне повідомлення своїм керівникам у CSIS. Ця група відразу ж приступила до дії, здійснивши пограбування пекарні в першу ніч і загрожуючи серйозним нападом на Канадський єврейський конгрес. Група мала величезний арсенал зброї, коли їх затримали поліціянти.
ННезабаром після цих подій і під прикриттям пошуку роботи, Бристоу відправився у відпустку до США, щоб одружитися зі своєю дівчиною. Після його повернення стало очевидним, що він буде змушений припинити свою співпрацю з фронтом, оскільки Дроуга звинувачували у нападі, і якщо Дроуг буде ув'язнений, Бристоу стане де-факто лідером Фронту - неприйнятна позиція для шпигуна, працюючого на уряд. Вихід з ситуації не був простим, але й не дуже складним. Через правові складнощі і загальне зменшення підтримки (як ззовні, так і всередині), Фронт починав зникати. Бристоу незабаром повідомив Дроуга про свій план покинути рух і перебратися на схід Канади для роботи, Дроуг був засмучений, але вдячний за дружбу та зусилля Бристоу для руху. У березні 1994 року Операція Губернатор офіційно завершилася, Бристоу попередньо підготував досьє на залишаючихся екстремістів, які ще досі складали певну загрозу.

## Викриття Брістоуу
12 серпня 1994 року з Брістоу зв’язався репортер Toronto Sun Білл Данфі, який повідомив йому, що він збирається вийти в пресу з історією про те, що Брістоу є активом CSIS і викриває більшу частину його діяльності Фронту протягом тривалості його роботи. Враховуючи насильницькі тенденції своїх колишніх цілей, Брістоу попросив Данфі не публікувати історію, але Данфі наполіг і пішов у друк лише через два дні — 14 серпня 1994 року. Брістоу зрозумів, що йому потрібно негайно вивезти свою родину та себе з Торонто та сховатися, і CSIS зобов’язаний. Спочатку їх перемістили в Джаспер для короткого перебування та можливості уникнути ситуації, поки будуються плани. Згодом переселений в Альберту, його повернення в 1995 році до Торонто на похорон знову виявилося, що він потрапив у поле зору ЗМІ, коли кризова команда CSIS була змушена зустрітися, щоб відповісти на запитання репортера Toronto Star, а потім опублікувати особистість і фотографії Брістоу та його дружина. Відчуваючи до цього моменту апатичність через стрес, вони вирішили просто повернутися додому та сподіватися на краще.

## Інтерв'ю ЗМІ 2004 року
Вперше Бристоу вирішив порушити мовчання щодо цілої справи у вересні 2004 року і надав детальне інтерв'ю канадському журналу з актуальних питань "The Walrus", що спричинило відродження медійного висвітлення цієї справи. У своєму інтерв'ю Бристоу надав деталі про свій час в СБІ, діяльність до та після справи та своє поточне життя. Хоча він залишається занепокоєним можливою помстою, він в основному перейшов далі в своєму житті та звільнився від минулого.

## зовнішні посилання
- Security Intelligence Review Committee (SIRC Report) (9 грудня 1994). Section 3: Alleged White Supremacist Informant. The Heritage Front Affair, Report to the Solicitor General of Canada (reprint). The Nizkor Project. Процитовано 20 лютого 2008.

- Bronskill, Jim (11 серпня 2004). CSIS mole ends silence, defends role inside racist Heritage Front. Canadian Press.